# L'intelligenza dei cani
L'intelligenza dei cani (in inglese The Intelligence of Dogs) è un libro del 1994 sull'intelligenza dei cani scritto da Stanley Coren, professore di psicologia canina presso l'Università della Columbia Britannica. Il libro illustra le teorie di Coren sulle differenze di intelligenza tra le varie razze di cani. Coren ha pubblicato una seconda edizione nel 2006.
Nel libro Coren definisce tre aspetti dell'intelligenza del cane: l'intelligenza istintiva, l'intelligenza adattiva e l'intelligenza lavorativa e di obbedienza. L'intelligenza istintiva si riferisce alla capacità di un cane di svolgere i compiti per cui è stato allevato, come la pastorizia, la caccia, il riporto, la guardia o la compagnia . L'intelligenza adattiva si riferisce alla capacità di un cane di risolvere i problemi da solo. L'intelligenza lavorativa e di obbedienza si riferisce alla capacità del cane di imparare dall'uomo.

## Metodi
La classifica del libro si concentra sull'intelligenza del lavoro e dell'obbedienza. Coren ha inviato richieste di valutazione ai giudici del processo di obbedienza dell'American Kennel Club e del Canadian Kennel Club, chiedendo loro di classificare le razze in base alle prestazioni, e ha ricevuto 199 risposte, che rappresentano circa il 50% dei giudici di obbedienza attivi allora in Nord America. Le valutazioni erano limitate alle razze che ricevevano almeno 100 risposte dai giudici.
Coren ha riscontrato un sostanziale accordo nelle classifiche dei giudici per quanto riguarda l'intelligenza nel lavoro e nell'obbedienza, con i Border collie costantemente nominati tra i primi dieci e i levrieri afghani costantemente in fondo alla classifica I cani con il punteggio più alto in questa categoria sono stati Border Collie, Barboncini, Pastori Tedeschi, Golden Retriever e Doberman Pinscher .
I cani che non sono razze riconosciute dall'American Kennel Club o dal Canadian Kennel Club (come il Jack Russell Terrier ) non sono stati inclusi nelle classifiche di Coren.

## Valutazione
Il libro di Coren presenta una classifica dell'intelligenza delle razze, basata su un sondaggio condotto tra 208 giudici di obbedienza canina in tutto il Nord America. Quando è stato pubblicato per la prima volta, l'attenzione dei media e i commenti sono stati numerosi, sia in positivo sia in negativo. Nel corso degli anni, la classifica delle razze e la metodologia di Coren sono state accettate come una valida descrizione delle differenze tra le razze canine in termini di addestrabilità. Una misurazione del 2009 dell'intelligenza canina utilizzando un altro metodo ha confermato il modello generale di queste classifiche.
Nell'edizione del 2006 Coren ha incluso uno studio aggiornato utilizzando le valutazioni dei proprietari sull'addestrabilità e l'intelligenza del proprio cane.
Il valore dei risultati delle indagini cognitive è stato respinto da alcuni ricercatori e addestratori di cani.
L'edizione del 1995 del libro di Coren elenca 130 razze di cani e le assegna a 79 ranghi con alcuni legami, raggruppati in sei categorie discendenti.
| Rango | Razza                              | Categoria |
| ----- | ---------------------------------- | --- |
| 1     | Border collie                      | Cani più brillanti - Comprensione di nuovi comandi: meno di 5 ripetizioni. - Obbedienza al primo comando: 95% delle volte o più.                                      |
| 2     | Barboncino                         | Cani più brillanti - Comprensione di nuovi comandi: meno di 5 ripetizioni. - Obbedienza al primo comando: 95% delle volte o più.                                      |
| 3     | Pastore tedesco                    | Cani più brillanti - Comprensione di nuovi comandi: meno di 5 ripetizioni. - Obbedienza al primo comando: 95% delle volte o più.                                      |
| 4     | Golden retriever                   | Cani più brillanti - Comprensione di nuovi comandi: meno di 5 ripetizioni. - Obbedienza al primo comando: 95% delle volte o più.                                      |
| 5     | Doberman                           | Cani più brillanti - Comprensione di nuovi comandi: meno di 5 ripetizioni. - Obbedienza al primo comando: 95% delle volte o più.                                      |
| 6     | Pastore scozzese                   | Cani più brillanti - Comprensione di nuovi comandi: meno di 5 ripetizioni. - Obbedienza al primo comando: 95% delle volte o più.                                      |
| 7     | Labrador retriever                 | Cani più brillanti - Comprensione di nuovi comandi: meno di 5 ripetizioni. - Obbedienza al primo comando: 95% delle volte o più.                                      |
| 8     | Papillon                           | Cani più brillanti - Comprensione di nuovi comandi: meno di 5 ripetizioni. - Obbedienza al primo comando: 95% delle volte o più.                                      |
| 9     | Rottweiler                         | Cani più brillanti - Comprensione di nuovi comandi: meno di 5 ripetizioni. - Obbedienza al primo comando: 95% delle volte o più.                                      |
| 10    | Australian Cattle Dog              | Cani più brillanti - Comprensione di nuovi comandi: meno di 5 ripetizioni. - Obbedienza al primo comando: 95% delle volte o più.                                      |
| 11    | Welsh corgi pembroke               | Cani eccelenti - Comprensione dei nuovi comandi: Da 5 a 15 ripetizion - Obbedienza al primo comando: 85% delle volte o più.                                           |
| 12    | Schnauzer nano                     | Cani eccelenti - Comprensione dei nuovi comandi: Da 5 a 15 ripetizion - Obbedienza al primo comando: 85% delle volte o più.                                           |
| 13    | Springer spaniel inglese           | Cani eccelenti - Comprensione dei nuovi comandi: Da 5 a 15 ripetizion - Obbedienza al primo comando: 85% delle volte o più.                                           |
| 14    | Pastore belga (Tervueren)          | Cani eccelenti - Comprensione dei nuovi comandi: Da 5 a 15 ripetizion - Obbedienza al primo comando: 85% delle volte o più.                                           |
| 15    | Schipperke                         | Cani eccelenti - Comprensione dei nuovi comandi: Da 5 a 15 ripetizion - Obbedienza al primo comando: 85% delle volte o più.                                           |
| 15    | Pastore belga (Groenendael)        | Cani eccelenti - Comprensione dei nuovi comandi: Da 5 a 15 ripetizion - Obbedienza al primo comando: 85% delle volte o più.                                           |
| 16    | Pastore scozzese                   | Cani eccelenti - Comprensione dei nuovi comandi: Da 5 a 15 ripetizion - Obbedienza al primo comando: 85% delle volte o più.                                           |
| 16    | Keeshond                           | Cani eccelenti - Comprensione dei nuovi comandi: Da 5 a 15 ripetizion - Obbedienza al primo comando: 85% delle volte o più.                                           |
| 17    | Cane da ferma tedesco a pelo corto | Cani eccelenti - Comprensione dei nuovi comandi: Da 5 a 15 ripetizion - Obbedienza al primo comando: 85% delle volte o più.                                           |
| 18    | Flat coated retriever              | Cani eccelenti - Comprensione dei nuovi comandi: Da 5 a 15 ripetizion - Obbedienza al primo comando: 85% delle volte o più.                                           |
| 18    | Cocker spaniel inglese             | Cani eccelenti - Comprensione dei nuovi comandi: Da 5 a 15 ripetizion - Obbedienza al primo comando: 85% delle volte o più.                                           |
| 18    | Schnauzer medio                    | Cani eccelenti - Comprensione dei nuovi comandi: Da 5 a 15 ripetizion - Obbedienza al primo comando: 85% delle volte o più.                                           |
| 19    | Épagneul breton                    | Cani eccelenti - Comprensione dei nuovi comandi: Da 5 a 15 ripetizion - Obbedienza al primo comando: 85% delle volte o più.                                           |
| 20    | Cocker spaniel americano           | Cani eccelenti - Comprensione dei nuovi comandi: Da 5 a 15 ripetizion - Obbedienza al primo comando: 85% delle volte o più.                                           |
| 21    | Weimaraner                         | Cani eccelenti - Comprensione dei nuovi comandi: Da 5 a 15 ripetizion - Obbedienza al primo comando: 85% delle volte o più.                                           |
| 22    | Pastore belga (Malinois)           | Cani eccelenti - Comprensione dei nuovi comandi: Da 5 a 15 ripetizion - Obbedienza al primo comando: 85% delle volte o più.                                           |
| 22    | Bovaro del bernese                 | Cani eccelenti - Comprensione dei nuovi comandi: Da 5 a 15 ripetizion - Obbedienza al primo comando: 85% delle volte o più.                                           |
| 23    | Pomerania                          | Cani eccelenti - Comprensione dei nuovi comandi: Da 5 a 15 ripetizion - Obbedienza al primo comando: 85% delle volte o più.                                           |
| 24    | Irish water spaniel                | Cani eccelenti - Comprensione dei nuovi comandi: Da 5 a 15 ripetizion - Obbedienza al primo comando: 85% delle volte o più.                                           |
| 25    | Bracco ungherese                   | Cani eccelenti - Comprensione dei nuovi comandi: Da 5 a 15 ripetizion - Obbedienza al primo comando: 85% delle volte o più.                                           |
| 26    | Welsh corgi cardigan               | Cani eccelenti - Comprensione dei nuovi comandi: Da 5 a 15 ripetizion - Obbedienza al primo comando: 85% delle volte o più.                                           |
| 27    | Chesapeake bay retriever           | Cani con intelligenza sopra la media - Comprensione dei nuovi comandi: Da 15 a 25 ripetizioni. - Obbedienza al primo comando: 70% delle volte o più.                  |
| 27    | Puli                               | Cani con intelligenza sopra la media - Comprensione dei nuovi comandi: Da 15 a 25 ripetizioni. - Obbedienza al primo comando: 70% delle volte o più.                  |
| 27    | Yorkshire terrier                  | Cani con intelligenza sopra la media - Comprensione dei nuovi comandi: Da 15 a 25 ripetizioni. - Obbedienza al primo comando: 70% delle volte o più.                  |
| 28    | Schnauzer gigante                  | Cani con intelligenza sopra la media - Comprensione dei nuovi comandi: Da 15 a 25 ripetizioni. - Obbedienza al primo comando: 70% delle volte o più.                  |
| 29    | Airedale terrier                   | Cani con intelligenza sopra la media - Comprensione dei nuovi comandi: Da 15 a 25 ripetizioni. - Obbedienza al primo comando: 70% delle volte o più.                  |
| 29    | Bovaro delle Fiandre               | Cani con intelligenza sopra la media - Comprensione dei nuovi comandi: Da 15 a 25 ripetizioni. - Obbedienza al primo comando: 70% delle volte o più.                  |
| 30    | Border terrier                     | Cani con intelligenza sopra la media - Comprensione dei nuovi comandi: Da 15 a 25 ripetizioni. - Obbedienza al primo comando: 70% delle volte o più.                  |
| 30    | Pastore di Brie                    | Cani con intelligenza sopra la media - Comprensione dei nuovi comandi: Da 15 a 25 ripetizioni. - Obbedienza al primo comando: 70% delle volte o più.                  |
| 31    | Welsh springer spaniel             | Cani con intelligenza sopra la media - Comprensione dei nuovi comandi: Da 15 a 25 ripetizioni. - Obbedienza al primo comando: 70% delle volte o più.                  |
| 32    | Manchester terrier                 | Cani con intelligenza sopra la media - Comprensione dei nuovi comandi: Da 15 a 25 ripetizioni. - Obbedienza al primo comando: 70% delle volte o più.                  |
| 33    | Samoiedo                           | Cani con intelligenza sopra la media - Comprensione dei nuovi comandi: Da 15 a 25 ripetizioni. - Obbedienza al primo comando: 70% delle volte o più.                  |
| 34    | Field spaniel                      | Cani con intelligenza sopra la media - Comprensione dei nuovi comandi: Da 15 a 25 ripetizioni. - Obbedienza al primo comando: 70% delle volte o più.                  |
| 34    | Terranova                          | Cani con intelligenza sopra la media - Comprensione dei nuovi comandi: Da 15 a 25 ripetizioni. - Obbedienza al primo comando: 70% delle volte o più.                  |
| 34    | Australian terrier                 | Cani con intelligenza sopra la media - Comprensione dei nuovi comandi: Da 15 a 25 ripetizioni. - Obbedienza al primo comando: 70% delle volte o più.                  |
| 34    | American Staffordshire terrier     | Cani con intelligenza sopra la media - Comprensione dei nuovi comandi: Da 15 a 25 ripetizioni. - Obbedienza al primo comando: 70% delle volte o più.                  |
| 34    | Gordon setter                      | Cani con intelligenza sopra la media - Comprensione dei nuovi comandi: Da 15 a 25 ripetizioni. - Obbedienza al primo comando: 70% delle volte o più.                  |
| 34    | Bearded Collie                     | Cani con intelligenza sopra la media - Comprensione dei nuovi comandi: Da 15 a 25 ripetizioni. - Obbedienza al primo comando: 70% delle volte o più.                  |
| 35    | Cairn terrier                      | Cani con intelligenza sopra la media - Comprensione dei nuovi comandi: Da 15 a 25 ripetizioni. - Obbedienza al primo comando: 70% delle volte o più.                  |
| 35    | Kerry blue terrier                 | Cani con intelligenza sopra la media - Comprensione dei nuovi comandi: Da 15 a 25 ripetizioni. - Obbedienza al primo comando: 70% delle volte o più.                  |
| 35    | Setter irlandese                   | Cani con intelligenza sopra la media - Comprensione dei nuovi comandi: Da 15 a 25 ripetizioni. - Obbedienza al primo comando: 70% delle volte o più.                  |
| 36    | Norwegian elkhound                 | Cani con intelligenza sopra la media - Comprensione dei nuovi comandi: Da 15 a 25 ripetizioni. - Obbedienza al primo comando: 70% delle volte o più.                  |
| 37    | Affenpinscher                      | Cani con intelligenza sopra la media - Comprensione dei nuovi comandi: Da 15 a 25 ripetizioni. - Obbedienza al primo comando: 70% delle volte o più.                  |
| 37    | Australian Silky Terrier           | Cani con intelligenza sopra la media - Comprensione dei nuovi comandi: Da 15 a 25 ripetizioni. - Obbedienza al primo comando: 70% delle volte o più.                  |
| 37    | Pinscher Nano                      | Cani con intelligenza sopra la media - Comprensione dei nuovi comandi: Da 15 a 25 ripetizioni. - Obbedienza al primo comando: 70% delle volte o più.                  |
| 37    | English setter                     | Cani con intelligenza sopra la media - Comprensione dei nuovi comandi: Da 15 a 25 ripetizioni. - Obbedienza al primo comando: 70% delle volte o più.                  |
| 37    | Cane dei faraoni                   | Cani con intelligenza sopra la media - Comprensione dei nuovi comandi: Da 15 a 25 ripetizioni. - Obbedienza al primo comando: 70% delle volte o più.                  |
| 37    | Clumber Spaniel                    | Cani con intelligenza sopra la media - Comprensione dei nuovi comandi: Da 15 a 25 ripetizioni. - Obbedienza al primo comando: 70% delle volte o più.                  |
| 38    | Norwich Terrier                    | Cani con intelligenza sopra la media - Comprensione dei nuovi comandi: Da 15 a 25 ripetizioni. - Obbedienza al primo comando: 70% delle volte o più.                  |
| 39    | Dalmata                            | Cani con intelligenza sopra la media - Comprensione dei nuovi comandi: Da 15 a 25 ripetizioni. - Obbedienza al primo comando: 70% delle volte o più.                  |
| 40    | Soft coated wheaten terrier        | Cani con intelligenza nella media - Comprensione dei nuovi comandi: da 25 a 40 ripetizioni. - Obbedienza al primo comando: 50% delle volte o più.                     |
| 40    | Bedlington terrier                 | Cani con intelligenza nella media - Comprensione dei nuovi comandi: da 25 a 40 ripetizioni. - Obbedienza al primo comando: 50% delle volte o più.                     |
| 40    | Smooth Fox Terrier                 | Cani con intelligenza nella media - Comprensione dei nuovi comandi: da 25 a 40 ripetizioni. - Obbedienza al primo comando: 50% delle volte o più.                     |
| 41    | Curly coated retriever             | Cani con intelligenza nella media - Comprensione dei nuovi comandi: da 25 a 40 ripetizioni. - Obbedienza al primo comando: 50% delle volte o più.                     |
| 41    | Levriero irlandese                 | Cani con intelligenza nella media - Comprensione dei nuovi comandi: da 25 a 40 ripetizioni. - Obbedienza al primo comando: 50% delle volte o più.                     |
| 42    | Kuvasz                             | Cani con intelligenza nella media - Comprensione dei nuovi comandi: da 25 a 40 ripetizioni. - Obbedienza al primo comando: 50% delle volte o più.                     |
| 42    | Australian Shepherd                | Cani con intelligenza nella media - Comprensione dei nuovi comandi: da 25 a 40 ripetizioni. - Obbedienza al primo comando: 50% delle volte o più.                     |
| 43    | Saluki                             | Cani con intelligenza nella media - Comprensione dei nuovi comandi: da 25 a 40 ripetizioni. - Obbedienza al primo comando: 50% delle volte o più.                     |
| 43    | Spitz finnico                      | Cani con intelligenza nella media - Comprensione dei nuovi comandi: da 25 a 40 ripetizioni. - Obbedienza al primo comando: 50% delle volte o più.                     |
| 43    | Pointer                            | Cani con intelligenza nella media - Comprensione dei nuovi comandi: da 25 a 40 ripetizioni. - Obbedienza al primo comando: 50% delle volte o più.                     |
| 44    | Cavalier King Charles Spaniel      | Cani con intelligenza nella media - Comprensione dei nuovi comandi: da 25 a 40 ripetizioni. - Obbedienza al primo comando: 50% delle volte o più.                     |
| 44    | Cane da ferma tedesco a pelo duro  | Cani con intelligenza nella media - Comprensione dei nuovi comandi: da 25 a 40 ripetizioni. - Obbedienza al primo comando: 50% delle volte o più.                     |
| 44    | Black and Tan Coonhound            | Cani con intelligenza nella media - Comprensione dei nuovi comandi: da 25 a 40 ripetizioni. - Obbedienza al primo comando: 50% delle volte o più.                     |
| 44    | American water spaniel             | Cani con intelligenza nella media - Comprensione dei nuovi comandi: da 25 a 40 ripetizioni. - Obbedienza al primo comando: 50% delle volte o più.                     |
| 45    | Siberian husky                     | Cani con intelligenza nella media - Comprensione dei nuovi comandi: da 25 a 40 ripetizioni. - Obbedienza al primo comando: 50% delle volte o più.                     |
| 45    | Bichon à poil frisé                | Cani con intelligenza nella media - Comprensione dei nuovi comandi: da 25 a 40 ripetizioni. - Obbedienza al primo comando: 50% delle volte o più.                     |
| 45    | King Charles spaniel               | Cani con intelligenza nella media - Comprensione dei nuovi comandi: da 25 a 40 ripetizioni. - Obbedienza al primo comando: 50% delle volte o più.                     |
| 46    | Tibetan spaniel                    | Cani con intelligenza nella media - Comprensione dei nuovi comandi: da 25 a 40 ripetizioni. - Obbedienza al primo comando: 50% delle volte o più.                     |
| 46    | English Foxhound                   | Cani con intelligenza nella media - Comprensione dei nuovi comandi: da 25 a 40 ripetizioni. - Obbedienza al primo comando: 50% delle volte o più.                     |
| 46    | Otterhound                         | Cani con intelligenza nella media - Comprensione dei nuovi comandi: da 25 a 40 ripetizioni. - Obbedienza al primo comando: 50% delle volte o più.                     |
| 46    | Jack Russell terrier               | Cani con intelligenza nella media - Comprensione dei nuovi comandi: da 25 a 40 ripetizioni. - Obbedienza al primo comando: 50% delle volte o più.                     |
| 46    | Foxhound americano                 | Cani con intelligenza nella media - Comprensione dei nuovi comandi: da 25 a 40 ripetizioni. - Obbedienza al primo comando: 50% delle volte o più.                     |
| 46    | Greyhound                          | Cani con intelligenza nella media - Comprensione dei nuovi comandi: da 25 a 40 ripetizioni. - Obbedienza al primo comando: 50% delle volte o più.                     |
| 46    | Griffone a pelo duro               | Cani con intelligenza nella media - Comprensione dei nuovi comandi: da 25 a 40 ripetizioni. - Obbedienza al primo comando: 50% delle volte o più.                     |
| 47    | West Highland white terrier        | Cani con intelligenza nella media - Comprensione dei nuovi comandi: da 25 a 40 ripetizioni. - Obbedienza al primo comando: 50% delle volte o più.                     |
| 47    | Deerhound                          | Cani con intelligenza nella media - Comprensione dei nuovi comandi: da 25 a 40 ripetizioni. - Obbedienza al primo comando: 50% delle volte o più.                     |
| 48    | Boxer                              | Cani con intelligenza nella media - Comprensione dei nuovi comandi: da 25 a 40 ripetizioni. - Obbedienza al primo comando: 50% delle volte o più.                     |
| 48    | Alano                              | Cani con intelligenza nella media - Comprensione dei nuovi comandi: da 25 a 40 ripetizioni. - Obbedienza al primo comando: 50% delle volte o più.                     |
| 49    | Bassotto                           | Cani con intelligenza nella media - Comprensione dei nuovi comandi: da 25 a 40 ripetizioni. - Obbedienza al primo comando: 50% delle volte o più.                     |
| 49    | Staffordshire bull terrier         | Cani con intelligenza nella media - Comprensione dei nuovi comandi: da 25 a 40 ripetizioni. - Obbedienza al primo comando: 50% delle volte o più.                     |
| 50    | Alaskan malamute                   | Cani con intelligenza nella media - Comprensione dei nuovi comandi: da 25 a 40 ripetizioni. - Obbedienza al primo comando: 50% delle volte o più.                     |
| 51    | Whippet                            | Cani con intelligenza nella media - Comprensione dei nuovi comandi: da 25 a 40 ripetizioni. - Obbedienza al primo comando: 50% delle volte o più.                     |
| 51    | Shar Pei                           | Cani con intelligenza nella media - Comprensione dei nuovi comandi: da 25 a 40 ripetizioni. - Obbedienza al primo comando: 50% delle volte o più.                     |
| 51    | Wire Fox Terrier                   | Cani con intelligenza nella media - Comprensione dei nuovi comandi: da 25 a 40 ripetizioni. - Obbedienza al primo comando: 50% delle volte o più.                     |
| 52    | Rhodesian tidgeback                | Cani con intelligenza nella media - Comprensione dei nuovi comandi: da 25 a 40 ripetizioni. - Obbedienza al primo comando: 50% delle volte o più.                     |
| 53    | Podenco ibicenco                   | Cani con intelligenza nella media - Comprensione dei nuovi comandi: da 25 a 40 ripetizioni. - Obbedienza al primo comando: 50% delle volte o più.                     |
| 53    | Welsh terrier                      | Cani con intelligenza nella media - Comprensione dei nuovi comandi: da 25 a 40 ripetizioni. - Obbedienza al primo comando: 50% delle volte o più.                     |
| 53    | Irish terrier                      | Cani con intelligenza nella media - Comprensione dei nuovi comandi: da 25 a 40 ripetizioni. - Obbedienza al primo comando: 50% delle volte o più.                     |
| 54    | Boston terrier                     | Cani con intelligenza nella media - Comprensione dei nuovi comandi: da 25 a 40 ripetizioni. - Obbedienza al primo comando: 50% delle volte o più.                     |
| 54    | Akita                              | Cani con intelligenza nella media - Comprensione dei nuovi comandi: da 25 a 40 ripetizioni. - Obbedienza al primo comando: 50% delle volte o più.                     |
| 55    | Skye terrier                       | Cani con intelligenza discreta - Comprensione dei nuovi comandi: 40-80 ripetizioni. - Obbedienza al primo comando: 30% delle volte o più.                             |
| 56    | Norfolk terrier                    | Cani con intelligenza discreta - Comprensione dei nuovi comandi: 40-80 ripetizioni. - Obbedienza al primo comando: 30% delle volte o più.                             |
| 56    | Sealyham terrier                   | Cani con intelligenza discreta - Comprensione dei nuovi comandi: 40-80 ripetizioni. - Obbedienza al primo comando: 30% delle volte o più.                             |
| 57    | Carlino                            | Cani con intelligenza discreta - Comprensione dei nuovi comandi: 40-80 ripetizioni. - Obbedienza al primo comando: 30% delle volte o più.                             |
| 58    | Bulldog francese                   | Cani con intelligenza discreta - Comprensione dei nuovi comandi: 40-80 ripetizioni. - Obbedienza al primo comando: 30% delle volte o più.                             |
| 59    | Griffone di Bruxelles              | Cani con intelligenza discreta - Comprensione dei nuovi comandi: 40-80 ripetizioni. - Obbedienza al primo comando: 30% delle volte o più.                             |
| 59    | Maltese                            | Cani con intelligenza discreta - Comprensione dei nuovi comandi: 40-80 ripetizioni. - Obbedienza al primo comando: 30% delle volte o più.                             |
| 60    | Piccolo levriero italiano          | Cani con intelligenza discreta - Comprensione dei nuovi comandi: 40-80 ripetizioni. - Obbedienza al primo comando: 30% delle volte o più.                             |
| 61    | Cane crestato cinese               | Cani con intelligenza discreta - Comprensione dei nuovi comandi: 40-80 ripetizioni. - Obbedienza al primo comando: 30% delle volte o più.                             |
| 62    | Dandie dinmont terrier             | Cani con intelligenza discreta - Comprensione dei nuovi comandi: 40-80 ripetizioni. - Obbedienza al primo comando: 30% delle volte o più.                             |
| 62    | Petit basset griffon vendéen       | Cani con intelligenza discreta - Comprensione dei nuovi comandi: 40-80 ripetizioni. - Obbedienza al primo comando: 30% delle volte o più.                             |
| 62    | Tibetan Terrier                    | Cani con intelligenza discreta - Comprensione dei nuovi comandi: 40-80 ripetizioni. - Obbedienza al primo comando: 30% delle volte o più.                             |
| 62    | Chin                               | Cani con intelligenza discreta - Comprensione dei nuovi comandi: 40-80 ripetizioni. - Obbedienza al primo comando: 30% delle volte o più.                             |
| 62    | Lakeland terrier                   | Cani con intelligenza discreta - Comprensione dei nuovi comandi: 40-80 ripetizioni. - Obbedienza al primo comando: 30% delle volte o più.                             |
| 63    | Bobtail                            | Cani con intelligenza discreta - Comprensione dei nuovi comandi: 40-80 ripetizioni. - Obbedienza al primo comando: 30% delle volte o più.                             |
| 64    | Cane da montagna dei Pirenei       | Cani con intelligenza discreta - Comprensione dei nuovi comandi: 40-80 ripetizioni. - Obbedienza al primo comando: 30% delle volte o più.                             |
| 65    | Scottish terrier                   | Cani con intelligenza discreta - Comprensione dei nuovi comandi: 40-80 ripetizioni. - Obbedienza al primo comando: 30% delle volte o più.                             |
| 65    | San Bernardo                       | Cani con intelligenza discreta - Comprensione dei nuovi comandi: 40-80 ripetizioni. - Obbedienza al primo comando: 30% delle volte o più.                             |
| 66    | Bull Terrier                       | Cani con intelligenza discreta - Comprensione dei nuovi comandi: 40-80 ripetizioni. - Obbedienza al primo comando: 30% delle volte o più.                             |
| 67    | Chihuahua                          | Cani con intelligenza discreta - Comprensione dei nuovi comandi: 40-80 ripetizioni. - Obbedienza al primo comando: 30% delle volte o più.                             |
| 68    | Lhasa Apso                         | Cani con intelligenza discreta - Comprensione dei nuovi comandi: 40-80 ripetizioni. - Obbedienza al primo comando: 30% delle volte o più.                             |
| 69    | Bullmastiff                        | Cani con intelligenza discreta - Comprensione dei nuovi comandi: 40-80 ripetizioni. - Obbedienza al primo comando: 30% delle volte o più.                             |
| 70    | Shih Tzu                           | Cani con il più basso grado di intelligenza - Comprensione dei nuovi comandi: da 80 a 100 ripetizioni o più. - Obbedienza al primo comando: 25% delle volte o peggio. |
| 71    | Basset Hound                       | Cani con il più basso grado di intelligenza - Comprensione dei nuovi comandi: da 80 a 100 ripetizioni o più. - Obbedienza al primo comando: 25% delle volte o peggio. |
| 72    | Mastino                            | Cani con il più basso grado di intelligenza - Comprensione dei nuovi comandi: da 80 a 100 ripetizioni o più. - Obbedienza al primo comando: 25% delle volte o peggio. |
| 72    | Beagle                             | Cani con il più basso grado di intelligenza - Comprensione dei nuovi comandi: da 80 a 100 ripetizioni o più. - Obbedienza al primo comando: 25% delle volte o peggio. |
| 73    | Pechinese                          | Cani con il più basso grado di intelligenza - Comprensione dei nuovi comandi: da 80 a 100 ripetizioni o più. - Obbedienza al primo comando: 25% delle volte o peggio. |
| 74    | Cane di sant'Uberto                | Cani con il più basso grado di intelligenza - Comprensione dei nuovi comandi: da 80 a 100 ripetizioni o più. - Obbedienza al primo comando: 25% delle volte o peggio. |
| 75    | Levriero russo                     | Cani con il più basso grado di intelligenza - Comprensione dei nuovi comandi: da 80 a 100 ripetizioni o più. - Obbedienza al primo comando: 25% delle volte o peggio. |
| 76    | Chow Chow                          | Cani con il più basso grado di intelligenza - Comprensione dei nuovi comandi: da 80 a 100 ripetizioni o più. - Obbedienza al primo comando: 25% delle volte o peggio. |
| 77    | Bulldog inglese                    | Cani con il più basso grado di intelligenza - Comprensione dei nuovi comandi: da 80 a 100 ripetizioni o più. - Obbedienza al primo comando: 25% delle volte o peggio. |
| 78    | Basenji                            | Cani con il più basso grado di intelligenza - Comprensione dei nuovi comandi: da 80 a 100 ripetizioni o più. - Obbedienza al primo comando: 25% delle volte o peggio. |
| 79    | Levriero afgano                    | Cani con il più basso grado di intelligenza - Comprensione dei nuovi comandi: da 80 a 100 ripetizioni o più. - Obbedienza al primo comando: 25% delle volte o peggio. |